# رقیه ابوبکر
رقیه ابوبکر (متولد ۷ ژوئن ۱۹۱۷) یک سیاستمدار افغان بود و اولین زنی بود که به عنوان نماینده پارلمان در این کشور انتخاب شد.

## زندگی‌نامه
رقیه ابوبکر در سال ۱۹۱۷میلادی متولد شد، در اوت ۱۹۳۳میلادی با شوهر اول خود یوسف ازدواج کرد. وی دو سال بعد درگذشت، در دانشکده جامعه‌شناسی دانشگاه کابل تحصیل کرد و در سال ۱۹۴۰میلادی معلم شد.
او بین سال‌های ۱۹۴۱میلادی و ۱۹۴۹میلادی مدیر مدرسه دخترانه زرغونا در کابل بود. در سال ۱۹۴۵میلادی با م. ابوبکر ازدواج کرد. حاصل ازدواج آن‌ها دو دختر و یک پسر بود و در سال ۱۹۷۰میلادی طلاق گرفتند و از یک دیگر جدا شدند. پس از خروج از مدرسه زرغونه، او را به عنوان مدیر کل جامعه رفاه زنان تا سال ۱۹۶۲میلادی به کشورش خدمت کرد، قبل از پیوستن به وزارت آموزش و پرورش در سال ۱۹۶۳میلادی به عنوان مدیریت کل جامعه رفاه زنان رسید، او همچنین به عنوان مدیر کل جمعیت حلال احمر در کشور کابل شد.
در سال ۱۹۶۴میلادی، رقیه ابوبکر به عنوان مجمع قانون اساسی که قانون اساسی ۱۹۶۴میلادی کابل را تنظیم کرد ، انتخاب شد که حق رأی زنان را تصویب کرد. وی پس از گذشت زمان یکی از چهار زنی بود که در انتخابات ۱۹۶۵میلادی به نمایندگی پارلمان انتخاب شد، اما با توجه به محبوبیتی که داشت در انتخابات سال ۱۹۶۴میلادی در کابل شرکت نکرد.
ابوبکر دوباره به وزارت آموزش و پرورش کابل بازگشت و از سال ۱۹۷۲میلادی تا ۱۹۷۳میلادی به عنوان مدیر قسمت برنامه سوادآموزی آموزش و پرورش فعالیت کرد. همچنین به مدت پنج سال به عنوان مجری رادیو ملی افغانستان فعالیت کرد.